# Egregy (folyó)
Az Egregy (románul Agrij vagy Agriș) a Szamos egyik bal oldali mellékfolyója Romániában, Erdélyben, Szilágy megyében.

## Földrajza
A Meszes-hegység legmagasabb pontja, a Perjei-Magura (988 m) keleti oldalában, 490 m-es tengerszint feletti magasságban eredő Egregy előbb északkeleti, majd északi irányban halad az Almás–Egregy-medencén keresztül. Zsibó városánál ömlik a Szamosba 182 m-en. Főbb mellékvizei a  Szentgyörgy patak, a Darvas patak, a Zsákfalvai patak és a Bréd patak.

## Települések a folyó mentén
(Zárójelben a román név szerepel.)
- Csákyújfalu (Huta)
- Kásapatak (Bogdana)
- Nagyrajtolc (Răstolț)
- Vármező (Buciumi)
- Szilágybogya (Bodia)
- Felsőegregy (Agrij)
- Egregypósa (Păușa)
- Alsóegregy (Românași)
- Alsónyárló (Chichișa)
- Romlott (Romita)
- Zsákfalva (Jac)
- Somróújfalu (Brusturi)
- Farkasmező (Lupoaia)
- Karika (Creaca)
- Prodánfalva (Prodănești)
- Egregyborzova (Borza)
- Zsibó (Jibou)